# Konjska glava (meglica)
Meglica Konjska glava (znana tudi kot Barnard 33) je temna meglica, ki leži v emisijski meglici IC 434 v ozvezdju Orion. Je ena najbolj prepoznavnih meglic, saj z Zemlje spominja na konjsko glavo. Leži južno od zvezde Alnitak, najvzhodnejše zvezde v Koscih. Meglica je del veliko večjega Orionovegs kompleksa molekularnih oblakov. Prvič jo je fotografiral škotski astronom Williamina Fleming leta 1888. Fotografijo hranijo na Harvardu. Leži približno 1500 svetlobnih let proč.
V tem temnem oblaku plina in prahu nastajjo zvezde. Vsebuje več kot 100 znanih organskih in anorganskih plinov, prah ša je sestavljen iz anorganskih in velikih, zapletenih organskih molekul.
Rdeč oziroma rožnat sij izvira iz vodika, ki prevladuje za meglico Konjska glava. Svetleča črta vodika označuje konec masivnega oblaka, gostota zvezd je različna na eni in drugi strani črte.
Neprepustnost meglice Konjska glava povzroča gost prah. Visoke koncentracije prahu v meglici Konjska glava in sosednje Orionovi meglici so lokalne, različne koncentracije na različnih področjih ustvarjajo igro menjavanja zmerno prozornih in neprepustnih predelov. V vidni meglici, ki je del večjega kompleksa, poteka rojevanje zvezd z majhno maso. Svetle pege v meglici so mlade zvezde, ki ravnokar nastajajo.

## Galerija
- Hubblova infrardeča slika.
- Skozi običajeni daljnogled in z običajno kamero.
- Z Evropskega južnega observatorija (ESO) leta 2002.